# كرايغ بيلي
كرايغ بيلي (بالإنجليزية: Craig Bailey)‏ هو لاعب كرة قدم بريطاني، ولد في 6 يوليو 1944 في أردري ‏ في المملكة المتحدة. لعب مع ليسبورن ديستليري.